# Carlo Torlonia (politico)
Carlo Torlonia (Roma, 10 ottobre 1874 – Roma, 19 dicembre 1947) è stato un politico italiano, fu nominato senatore del Regno d'Italia il 20 ottobre 1939.

## Biografia

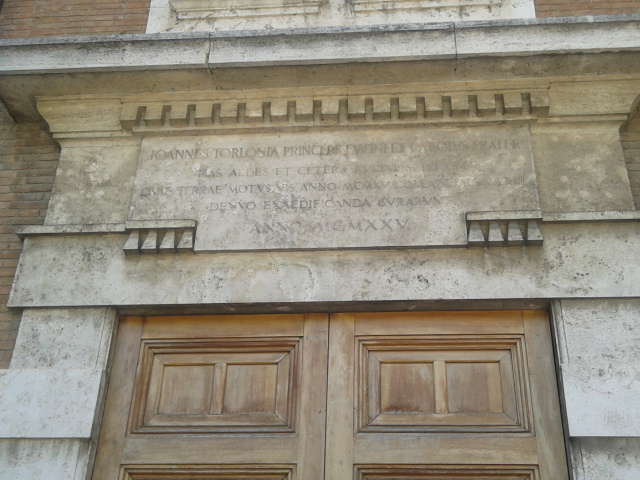
Iscrizione del palazzo Torlonia di Avezzano fatto ricostruire nel 1925 dai fratelli Giovanni e Carlo Torlonia

Carlo Torlonia era il secondogenito di Giulio dei principi Borghese e di Anna Maria Torlonia. Era fratello del senatore Giovanni (1873-1938) e cognato del senatore Gerino Gerini.
Il 20 novembre 1907 Carlo Torlonia sposa in prime nozze Angela Benfenati (1878-1942) da cui non ha figli e da cui divorzia il 27 aprile 1920 a Fiume. Il divorzio viene omologato a Milano il 30 ottobre 1921. La coppia è ricordata nel libro di Augusto Romagnoli Ragazzi ciechi per avere dato principesca accoglienza nella loro villa dì Castel Gandolfo alle educande di quel convitto e per la speciale generosità di Angela Benfenati che permise alle educande di fare due gite, la prima ad Anzio per "vedere" il mare e la seconda a Velletri per degustare l'uva di quel luogo.
In seconde nozze il 23 aprile 1922 sposa Paolina Pignoloni (1887-1925) da cui ebbe i figli Anna Maria, nata il 16 novembre 1923 e morta il 7 novembre 2000, Giulia, nata il 30 dicembre 1924 e Alessandro, nato il 28 novembre 1925.
Carlo Torlonia resta vedovo il 12 dicembre 1925.
Il 20 ottobre 1939 fu nominato Senatore del Regno d'Italia.

## Titoli nobiliari
- Principe del Fucino
- Principe di Canino e di Musignano
- Duca di Ceri
- Marchese di Romavecchia, titolo concesso nel 1873
- Nobile Romano Coscritto
- Dignità di Don

## Cariche
Carlo Torlonia ricoprì le seguenti cariche politico-amministrative:
- Consigliere comunale di Roma
- Consigliere provinciale di Roma
- Membro del Consiglio d'amministrazione delle Distillerie di Avezzano
- Presidente della Banca del Fucino
- Presidente della Società anonima "Zuccherificio di Avezzano"
- Vicepresidente della Società anonima per l'elettricità italiana
- Segretario onorario di legazione dal 5 maggio al 23 giugno 1907
- Segretario d'ambasciata

## Antenati
|                                  |                            |                                                    | Genitori                                         |  |  | Nonni |  |  | Bisnonni                 |  |  | Trisnonni            |  |
|                                  |                            |                                                    |                                                  |  |  |       |  |  | Francesco Paolo Borghese |  |  | Marcantonio Borghese |  |
|                                  |                            |                                                    |                                                  |  |  |       |  |  | Francesco Paolo Borghese |  |  | Marcantonio Borghese |  |
|                                  |                            | Anna Maria Salviati                                |                                                  |  |  |       |  |  | Francesco Paolo Borghese |  |  |                      |  |
| Marcantonio Borghese             |                            |                                                    |                                                  |  |  |       |  |  | Francesco Paolo Borghese |  |  |                      |  |
|                                  |                            | Adele de La Rochefoucauld                          | Alessandro Francesco de La Rochefoucauld         |  |  |       |  |  |                          |  |  |                      |  |
|                                  |                            | Adele de La Rochefoucauld                          | Alessandro Francesco de La Rochefoucauld         |  |  |       |  |  |                          |  |  |                      |  |
|                                  |                            | Adele de La Rochefoucauld                          | Adelaide de Pyvart de Chastullé                  |  |  |       |  |  |                          |  |  |                      |  |
| Giulio Borghese Torlonia         |                            | Adele de La Rochefoucauld                          |                                                  |  |  |       |  |  |                          |  |  |                      |  |
|                                  |                            | Alessandro Giulio de La Rochefoucauld              | Alessandro Francesco de La Rochefoucauld         |  |  |       |  |  |                          |  |  |                      |  |
|                                  |                            | Alessandro Giulio de La Rochefoucauld              | Alessandro Francesco de La Rochefoucauld         |  |  |       |  |  |                          |  |  |                      |  |
|                                  |                            | Alessandro Giulio de La Rochefoucauld              | Adelaide de Pyvart de Chastullé                  |  |  |       |  |  |                          |  |  |                      |  |
| Maria Teresa de La Rochefoucauld |                            | Alessandro Giulio de La Rochefoucauld              |                                                  |  |  |       |  |  |                          |  |  |                      |  |
|                                  |                            | Elena Carlotta Desolle                             | Gianni Giuseppe Paolo Agostino Desolles          |  |  |       |  |  |                          |  |  |                      |  |
|                                  |                            | Elena Carlotta Desolle                             | Gianni Giuseppe Paolo Agostino Desolles          |  |  |       |  |  |                          |  |  |                      |  |
|                                  |                            | Elena Carlotta Desolle                             | Anna Emilia de Picot de Dampierre                |  |  |       |  |  |                          |  |  |                      |  |
| Carlo Torlonia                   |                            | Elena Carlotta Desolle                             |                                                  |  |  |       |  |  |                          |  |  |                      |  |
|                                  | Giovanni Raimondo Torlonia | Marin Tourlonias                                   |                                                  |  |  |       |  |  |                          |  |  |                      |  |
|                                  | Giovanni Raimondo Torlonia | Marin Tourlonias                                   |                                                  |  |  |       |  |  |                          |  |  |                      |  |
|                                  | Giovanni Raimondo Torlonia | Mariangela Lanci                                   |                                                  |  |  |       |  |  |                          |  |  |                      |  |
| Alessandro Raffaele Torlonia     | Giovanni Raimondo Torlonia |                                                    |                                                  |  |  |       |  |  |                          |  |  |                      |  |
|                                  |                            | Anna Maria Schultheiss                             | Johannes Schultheiss                             |  |  |       |  |  |                          |  |  |                      |  |
|                                  |                            | Anna Maria Schultheiss                             | Johannes Schultheiss                             |  |  |       |  |  |                          |  |  |                      |  |
|                                  |                            | Anna Maria Schultheiss                             | Frida Bernstein                                  |  |  |       |  |  |                          |  |  |                      |  |
| Anna Maria Torlonia              |                            | Anna Maria Schultheiss                             |                                                  |  |  |       |  |  |                          |  |  |                      |  |
|                                  |                            | Aspreno I Colonna, XIII principe e duca di Paliano | Fabrizio Colonna, XII principe e duca di Paliano |  |  |       |  |  |                          |  |  |                      |  |
|                                  |                            | Aspreno I Colonna, XIII principe e duca di Paliano | Fabrizio Colonna, XII principe e duca di Paliano |  |  |       |  |  |                          |  |  |                      |  |
|                                  |                            | Aspreno I Colonna, XIII principe e duca di Paliano | Bianca Doria del Carretto                        |  |  |       |  |  |                          |  |  |                      |  |
| Teresa Colonna                   |                            | Aspreno I Colonna, XIII principe e duca di Paliano |                                                  |  |  |       |  |  |                          |  |  |                      |  |
|                                  |                            | Maria Giovanna Cattaneo della Volta                | Augusto Cattaneo della Volta                     |  |  |       |  |  |                          |  |  |                      |  |
|                                  |                            | Maria Giovanna Cattaneo della Volta                | Augusto Cattaneo della Volta                     |  |  |       |  |  |                          |  |  |                      |  |
|                                  |                            | Maria Giovanna Cattaneo della Volta                | Teresa Colonna                                   |  |  |       |  |  |                          |  |  |                      |  |
|                                  |                            | Maria Giovanna Cattaneo della Volta                |                                                  |  |  |       |  |  |                          |  |  |                      |  |